# Каноницкое
Каноницкое (укр. Каноницьке) — село на Украине, находится в Барском районе Винницкой области.
Код КОАТУУ — 0520280609. Население по переписи 2001 года составляет 120 человек. Почтовый индекс — 23007. Телефонный код — 4341.
Занимает площадь 2,445 км².

## Адрес местного совета
23007, Винницкая область, Барский р-н, с.Войнашовка, ул.Вокзальная, 1